# Pericallia callisoma
Pericallia callisoma là một loài bướm đêm thuộc phân họ Arctiinae, họ Erebidae.